# Jørgen Aukland
Jørgen Aukland (* 6. August 1975) ist ein ehemaliger norwegischer Skilangläufer aus Tønsberg, der sich auf Rennen über lange Distanzen spezialisiert hatte. Zu seinen größten Erfolgen zählen Siege bei verschiedenen Skimarathons, darunter zwei Siege beim Wasalauf 2008 und 2013. Im Marathon Cup siegte er in der Saison 2002/2003 in der Gesamtwertung.

## Werdegang
Aukland gehörte mehrere Jahre der norwegischen Nationalmannschaft an. Bei den norwegischen Meisterschaften 2001 erreichte er in der Staffel zusammen mit seinem Bruder Anders Aukland und Espen Bjervig einen dritten Platz. Ebenfalls einen dritten Platz belegte er 2002 bei den norwegischen Meisterschaften über 50 km in freier Technik.
Beim Marcialonga, einem italienischen Skimarathon über 70 km, konnte er in mehreren Jahren (2003, 2006, 2012 und 2013) den Sieg davontragen. Eine Platzierung in einem Weltcuprennen erreichte er, als 2004 der Marcialonga in die Weltcupwertung einging.
2008 konnte er den Wasalauf in Schweden über 90 km in klassischer Technik gewinnen. Sein Bruder Anders lief im selben Rennen mit dreieinhalb Minuten Rückstand auf den zweiten Platz. Im gleichen Jahr hatten die Brüder bereits einen Doppelsieg beim Marcialonga erringen können. Dabei lief Anders mit deutlichem Vorsprung vor Jørgen ins Ziel. 2013 gewann Jørgen erneut den Wasalauf, sein Bruder wurde Dritter.

## Erfolge

### Siege bei Worldloppet-Cup-Rennen
Anmerkung: Vor der Saison 2015/16 hieß der Worldloppet Cup noch Marathon Cup.
| Nr. | Datum           | Ort                          | Rennen            | Disziplin                     |
| --- | --------------- | ---------------------------- | ----------------- | ----------------------------- |
| 1.  | 26. Januar 2003 | Val di Fiemme / Val di Fassa | Marcialonga       | 70 km klassisch Massenstart   |
| 2.  | 2. Februar 2003 | Oberammergau                 | König-Ludwig-Lauf | 55 km klassisch Massenstart   |
| 3.  | 9. Februar 2003 | Otepää                       | Tartu Maraton     | 63 km klassisch Massenstart   |
| 4.  | 29. Januar 2006 | Val di Fiemme / Val di Fassa | Marcialonga       | 70 km klassisch Massenstart   |
| 5.  | 2. März 2008    | Sälen–Mora                   | Wasalauf          | 90 km klassisch Massenstart   |
| 6.  | 29. Januar 2012 | Val di Fiemme / Val di Fassa | Marcialonga       | 70 km klassisch Massenstart 1 |
| 7.  | 27. Januar 2013 | Val di Fiemme / Val di Fassa | Marcialonga       | 70 km klassisch Massenstart 1 |

### Siege bei Ski-Classics-Rennen
| Nr. | Datum           | Ort                          | Rennen          | Disziplin                     |
| --- | --------------- | ---------------------------- | --------------- | ----------------------------- |
| 1.  | 29. Januar 2012 | Val di Fiemme / Val di Fassa | Marcialonga     | 70 km klassisch Massenstart 2 |
| 2.  | 27. Januar 2013 | Val di Fiemme / Val di Fassa | Marcialonga     | 70 km klassisch Massenstart 2 |
| 3.  | 3. März 2013    | Sälen–Mora                   | Wasalauf        | 90 km klassisch Massenstart   |
| 4.  | 23. März 2013   | Vålådalen–Åre                | Årefjällsloppet | 75 km klassisch Massenstart 3 |

### Siege bei weiteren Worldloppet-Rennen
- 2006 Fossavatnsgangan, 50 km Freistil

## Marathon-Cup-Gesamtplatzierungen
| Saison  | Punkte | Platz |
| ------- | ------ | ----- |
| 2001    | 62     | 19.   |
| 2002    | 160    | 9.    |
| 2003    | 420    | 1.    |
| 2003/04 | 186    | 7.    |
| 2004/05 | 174    | 8.    |
| 2005/06 | 285    | 5.    |
| 2006/07 | 276    | 2.    |
| 2007/08 | 344    | 4.    |
| 2008/09 | 294    | 6.    |
| 2009/10 | 184    | 11.   |
| 2010/11 | 147    | 15.   |
| 2011/12 | 282    | 4.    |
| 2012/13 | 160    | 9.    |
| 2013/14 | 60     | 20.   |
| 2014/15 | 32     | 49.   |